# Дмитриев, Эдуард Анатольевич
Эдуард Анатольевич Дмитриев (род. 6 августа 1972, Ухта, Коми АССР) — российский хоккеист, тренер. Мастер спорта России.

## Биография
С семи до десяти лет занимался плаванием, затем пришёл в хоккейную секцию, хотя отец запрещал им заниматься. Вначале играл на позиции вратаря, через год был переведён в нападение.
В 17 лет был приглашён в «Крылья Советов». Через год поступил в институт физической культуры, был единственным, кто не получил свободный график посещения. Из-за того, что институт и место проведения тренировок находились очень далеко, не сдал экзамен и был отчислен. Армейскую службу проходил в Красном Сормово в мотострелковом батальоне танковой дивизии.
В сезоне 1991/92 провёл несколько игр за команды второй лиги ЦСКА-2 и «Кварц» Бор, затем стал играть в первенстве Коми за «Технолог» Ухта. Перед сезоном 1993/94 был на сборах с череповецким «Металлургом». У знакомого ухтинца был бизнес во Франции, и Дмитриев уехал в «Реймс», где играл Владимир Ковин. В первой же игре получил травму ключицы, провёл только четыре матча. В 1994 году выступал за омский «Авангард». В 1995 году оказался в московском «Динамо», но закрепиться в команде помешала тяжёлая травма. Сезон 1995/96 начал в нижнекамском «Нефтехимике», затем перешёл в «Нефтяник» Альметьевск. Провёл за команду 13 сезонов, единственный игрок, набравший в её составе более 500 очков. Шесть раз становился лучшим снайпером команды в сезоне. Чемпион, серебряный, дважды бронзовый призёр высшей лиги. В 2014 году форма Дмитриева с № 11 была поднята под своды Дворца спорта «Юбилейный».
Завершил карьеру игрока в январе 2008 года и через месяц стал тренером команды «Нефтяник-93» ДЮСШ Альметьевска.
Тренер (2012/13 — 2013/14) и главный тренер (2014/15, 2017/18 — 2021/22) команды «Спутник» Альметьевск. Тренер (2015/16 — 2016/17), главный тренер (с сезона 2022/23) «Нефтяника».